# 캐미솔

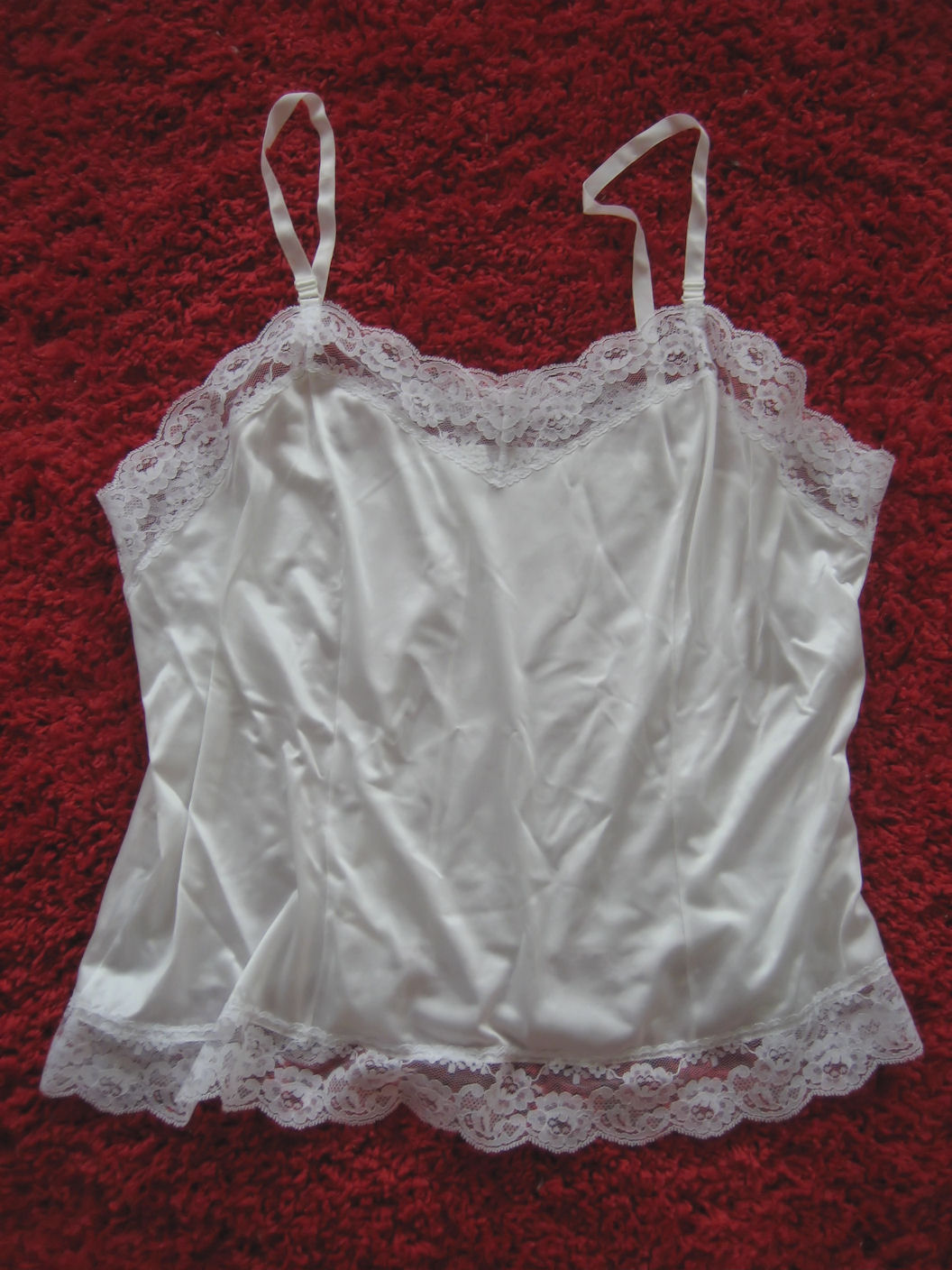
캐미솔

캐미솔(Camisole)은 여성용 윗속옷의 한 가지이다. 보통 가슴 선이 수평으로 재단되고, 길이는 엉덩이를 가릴 정도이며 어깨는 끈으로 걸치게 되어 있다.

## 같이 보기
- 민소매
- 언더셔츠